# بتی هایدلر
بتی هایدلر (انگلیسی: Betty Heidler؛ زادهٔ ۱۴ اکتبر ۱۹۸۳) یک قهرمان پرتاب چکش (ورزش دو و میدانی) اهل آلمان است.